# Région de Toowoomba
La région de Toowoomba (en anglais : Toowoomba Region) est une zone d'administration locale située dans l'État du Queensland, en Australie, dont le siège est Toowoomba.

## Géographie
La zone s'étend sur 12 973 km2 dans la région des Darling Downs, au sud-est du Queensland. Elle comprend la ville de Toowoomba, ainsi que les localités de Cambooya, Cecil Plains, Clifton, Crows Nest, Goombungee, Gowrie Junction, Greenmount, Haden, Hampton, Highfields, Meringandan, Millmerran, Nobby, Oakey, Pittsworth, Wyreema, Westbrook (en) et Yarraman.

## Histoire
La région est créée le 15 mars 2008 par la fusion de la ville de Toowoomba avec les comtés de Cambooya, Clifton, Crows Nest, Jondaryan, Millmerran, Pittsworth et de Rosalie. 

## Démographie
| 2011    | 2016    | 2021    |
| ------- | ------- | ------- |
| 151 189 | 160 779 | 173 204 |

## Politique et administration
Le conseil comprend le maire et dix autres membres, élus pour un mandat de quatre ans. Les dernières élections ont eu lieu le 28 mars 2020.

### Liste des maires
| Période      | Période  | Identité       | Étiquette   | Qualité |
| ------------ | -------- | -------------- | ----------- | ------- |
| 2008         | 2012     | Peter Taylor   | Indépendant |         |
| 2012         | 2023     | Paul Antonio   | Indépendant |         |
| juillet 2023 | en cours | Geoff McDonald | Indépendant |         |

La zone est rattachée aux circonscriptions de Groom et Maranoa pour les élections fédérales et à celles de Condamine, Nanango, Southern Downs, Toowoomba Nord et Toowoomba Sud pour les élections à l'Assemblée législative du Queensland.